# Fremont County, Colorado
Fremont County är ett administrativt område i delstaten Colorado, USA. År 2010 hade countyt 46 824 invånare. Den administrativa huvudorten (county seat) är Cañon City. 

## Geografi
Enligt United States Census Bureau så har countyt en total area på 3 973 km². 3 970 km² av den arean är land och 3 km² är vatten. 

### Angränsande countyn
- Teller County, Colorado - nord
- El Paso County, Colorado - nordöst
- Pueblo County, Colorado - sydöst
- Custer County, Colorado - syd
- Saguache County, Colorado - sydväst
- Chaffee County, Colorado - nordväst
- Park County, Colorado - nordväst